# St. Joseph (Eitzum)

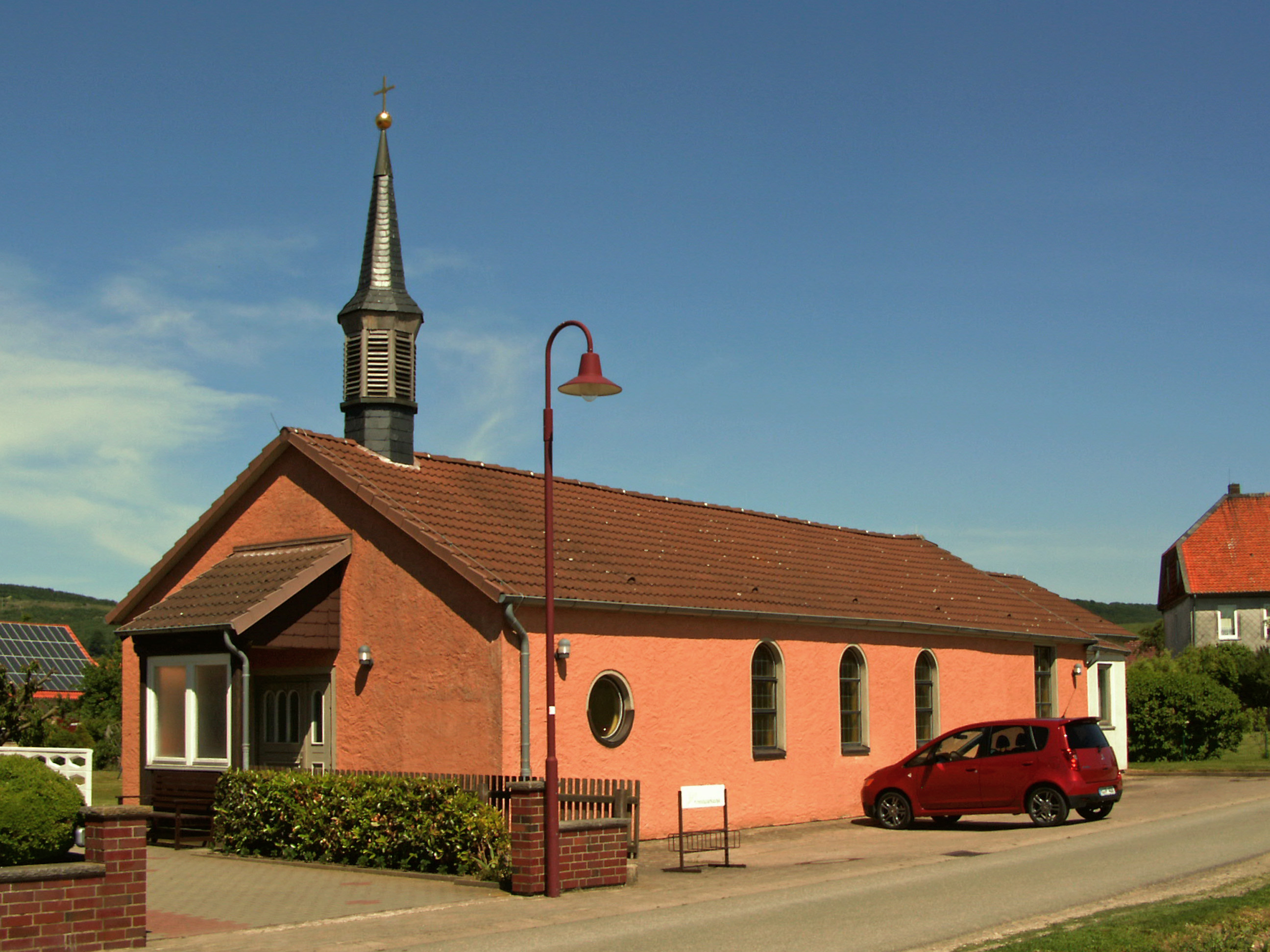
St.-Joseph-Kapelle

St. Joseph war die katholische Kapelle in Eitzum, einem Ortsteil der Stadt Gronau (Leine) im Landkreis Hildesheim in Niedersachsen. Sie gehörte zur Pfarrgemeinde St. Joseph mit Sitz in Gronau, im Dekanat Alfeld-Detfurth des Bistums Hildesheim. Die Kapelle war nach dem heiligen Josef von Nazaret benannt und befand sich in der Straße Am Fillerkamp 2. Heute ist das nächstliegende katholische Gotteshaus die sechs Kilometer entfernte Kirche St. Joseph in Gronau.

## Geschichte
Nach dem Zweiten Weltkrieg siedelten katholische Flüchtlinge und Heimatvertriebene im evangelischen Eitzum, somit wurde der Ruf nach einem katholischen Gotteshaus laut. Am 23. Dezember 1951 wurde am Südrand des Dorfes, in rund 124 Meter Höhe über dem Meeresspiegel, die katholische St. Josefskapelle durch Generalvikar Wilhelm Offenstein als „Notkirchlein“ benediziert. Es handelte sich um eine Holzkapelle, die 1946 in Gronau für die britische Luftwaffe gebaut, abgetragen und 1950/51 in Eitzum wieder aufgebaut worden war.
1956/57 wurde sie durch einen neuen Steinbau mit rund 70 Sitzplätzen, einem Tonnengewölbe und mit einem beschieferten Dachreiter ersetzt. Am 13. Oktober 1957 erfolgte die Benediktion der neuen Josephs-Kapelle. Renovierungen erfolgten 1965 sowie 1989–91. Hinter dem Altar von 1965 ist das große Altarbild, aus Erdfarben gemalt, besonders beachtenswert: Es zeigt die Zusammenführung von Vertriebenen und Einheimischen unter dem Kreuz Christi, wobei rechts das Leinetal und links die Landschaft um die schlesische Stadt Waldenburg erkennbar ist.
Am 25. Oktober 2013 erfolgte die Profanierung der Kapelle durch den Gronauer Pfarrer Christian Wirz.